# Bergslagen
Bergslagen je region ve vnitrozemí Švédska, vymezený zhruba řekou Dalälven na severu a jezerem Mälaren na jihu. Leží na území provincií Västmanland, Dalarna a Värmland, významnými městy jsou Fagersta, Kristinehamn, Ludvika a Hedemora. Pro tento kraj je charakteristické tradiční úzké spojení místního života s těžbou a zpracováním kovů, jako např. železo, měď, zinek, stříbro a mangan (název Bergslagen znamená doslova „hornické právo“).
Těžba železné rudy je doložena již ve 4. století př. n. l., ve vrcholném středověku přišlo do kraje množství odborníků na hutnictví z Valonska. Spory o zdanění výnosu z dolů vedly v 15. století k velkému povstání, které vedl místní šlechtic Engelbrekt Engelbrektsson. Pracovní síly se získávaly násilným přesidlováním Finů i právem azylu v Bergslagenu pro odsouzené zločince. Největší rozvoj zaznamenalo hutnictví od konce 19. století díky zavedení Thomasova konvertoru a otevření železnice do přístavů Göteborg a Oxelösund, která umožnila vývoz do celého světa. V sedmdesátých letech 20. století došlo k útlumu těžby, způsobenému hospodářskou recesí i vyčerpáním zdrojů, a centrum švédského hornictví se přesunulo na sever do oblasti Kiruny. Jeden z mála dolů, které jsou dosud v provozu, se nachází v Garpenbergu a provozuje ho firma Boliden AB. V roce 1986 bylo v oblasti zřízeno největší ekomuzeum na světě (rozloha 750 km²), věnované historii těžby. Železárny Engelsberg a komplex měděných dolů v okolí Falunu byly v roce 1993, repektive v roce 2001 uznány jako Světové dědictví UNESCO. Pro Bergslagen je typická krajina posetá haldami strusky (Bergslagssten) a falunská červeň: do červena zbarvená hlína z dolů, kterou se natírají dřevěné domy.
Hjalmar Bergman napsal o životě v tomto kraji trilogii Komedie z Bergslagenu. Odehrávají se zde také kriminální romány autorky Dagmar Lange.